# Gli angeli
Gli angeli è un brano cantato da Vasco Rossi e scritto dallo stesso interprete per le parole e da Tullio Ferro per la musica, tratto dall'album Nessun pericolo... per te, pubblicato il 14 maggio 1996.

## Descrizione
Per questo singolo sono state pubblicate tre versioni, tutte differenti tra loro: il 12 luglio 1995 fu pubblicata una versione in musicassetta, il 20 gennaio 1996 fu pubblicata una versione CD e nel 2002, in contemporanea all'uscita di Tracks, fu pubblicata una versione chiamata SpecialPACK contenente una versione VHS del singolo ed allegato un DVD con contenuti speciali ed il making of del video del singolo.

## Significato del brano
La canzone è dedicata a Maurizio Lolli, grande amico nonché primo manager di Vasco, scomparso il 21 agosto 1994 all'età di 43 anni per un tumore ai polmoni.

Testo integrale del brano:
Quello che si prova
Non si può spiegare qui
Hai una sorpresa
Che neanche te lo immagini
Dietro non si torna
Non si può tornare giù
Quando ormai si vola
Non si può cadere più
Vedi tetti e case
E grandi le periferie
E vedi quante cose
Sono solo fesserie
E da qui, e da qui
Qui non arrivano gli angeli
Con le lucciole e le cicale
E da qui, e da qui
Non le vedi più quelle estati lì
Quelle estati lì
Qui è logico
Cambiare mille volte idea
Ed è facile
Sentirsi da buttare via
Qui non hai la scusa
Che ti può tenere su
Qui la notte è buia
E ci sei soltanto tu
Vivi in bilico
E fumi le tue Lucky Strike
E ti rendi conto
Di quanto le maledirai
E da qui, e da qui
Qui non arrivano gli ordini
A insegnarti la strada buona
E da qui, e da qui
Qui non arrivano gli angeli
Vasco inizia il brano dicendo: “Hai una sorpresa che neanche te lo immagini”, che sta a significare la brutta sorpresa accaduta a Maurizio Lolli…
Il vizio del fumo di Lolli viene ricordato nel testo della canzone:
(Versi che concludono la seconda strofa del brano)
Secondo quanto dichiarato dallo stesso Vasco Rossi in un post commemorativo su Facebook, Gli angeli sarebbe stata scritta quando Lolli era ancora vivo, anche se già in pessime condizioni a causa della malattia: il rocker emiliano avrebbe anche fatto ascoltare all'amico una prima versione del brano, in un momento di grande commozione per entrambi.
Continua la canzone:
“Dietro non si torna, non si può tornare giù. Quando ormai si vola, non si può cadere più”.
Che sta a significare la morte di Lolli, in quanto “volare” è riferito agli angeli. 
“Vedi tetti e case, e grandi le periferie. E vedi quante cose, sono solo fesserie”. 
Qui si intende dire che anche se l’evoluzione tecnologica è una cosa stupenda, alla fine sono solo fesserie. 
“Qui è logico, cambiare mille volte idea. Ed è facile, sentirsi da buttare via. Qui non hai la scusa, che ti può tenere su. Qui la notte è buia, e ci sei soltanto tu”. 
In questa parte si parla di quanto nella vita reale spesso ci si abbatte e si cerca di cambiare mille volte idea per cercarne una meno brutta, ma non c’è nessuno che ti aiuta e ti può tenere su. 
Finisce il testo del brano dicendo che qui sulla Terra non arrivano gli ordini a insegnarti la strada buona, e devi cavartela da solo.
Il brano si conclude con un assolo notevole di circa 2 minuti e 20 secondi, che sembra richiamare un lamento o un pianto di una persona. 
Stef Burns, chitarrista di Vasco dal 1995, ha dichiarato in un'intervista a Rock TV che Gli angeli è il suo brano preferito da eseguire nei concerti, per la grande carica emotiva trasmessa.

## Video musicale
Il videoclip relativo è diretto dal regista Roman Polański con la collaborazione di Stefano Salvati ed è il più costoso mai realizzato nella storia della musica italiana. Il video ha come protagonista Vasco Rossi che fluttua nello spazio solitario e intorno a lui gravitano alcuni oggetti simbolici fino all'incontro con un Angelo-donna completamente nudo, ma assai seducente (la modella brasiliana Marianne Cotrin, nota per aver avuto una storia con Prince), che lo ributta sulla Terra con un potente bacio all'idrogeno.

## Formazione
- voce: Vasco Rossi
- batteria: Vinnie Colaiuta
- basso: Randy Jackson
- chitarre: Stef Burns, Michael Landau
- chitarra solista: Michael Landau
- tastiere: Tullio Ferro
- archi arrangiati da Celso Valli
- cori: Clara Moroni, Silvio Pozzoli, Nando Bonini